# Altenbeken
Altenbeken település Németországban, azon belül Észak-Rajna-Vesztfália tartományban. Lakosainak száma 9190 fő (2023. december 31.). Altenbeken Bad Driburg, Steinheim, Horn-Bad Meinberg, Bad Lippspringe, Paderborn és Lichtenau községekkel határos.

## Története
Földrengés volt 1756. február 18-án és 1757. január 19-én.
A vasútvonalat 1853-ban nyitották meg, Paderborn és Warburg között. Altenbekenban még nem volt állomás. Az állomás épülete 1864. október 1-jén nyílt meg.

## Népesség
A település népességének változása:
| Lakosok száma | 600  | 1593 | 6322 | 9588 | 9269 | 9192 | 9147 | 9097 | 9212 | 9190 |
|               | 1800 | 1900 | 1975 | 2000 | 2010 | 2017 | 2019 | 2021 | 2022 | 2023 |